# Eddy Bosnar
Eddy Bosnar (nacido el 29 de abril de 1980) es un futbolista australiano que se desempeña como defensa.
Jugó para clubes como el Newcastle Breakers, Dinamo Zagreb, SK Sturm Graz, Everton, HNK Rijeka, Heracles Almelo, JEF United Chiba y Shimizu S-Pulse.

## Trayectoria

### Clubes
| Club                    | País          | Año         |
| ----------------------- | ------------- | ----------- |
| Newcastle Breakers      | Australia     | 1997 - 1998 |
| Northern Spirit FC      | Australia     | 1998 - 1999 |
| Sydney United 58 FC     | Australia     | 1999 - 2000 |
| Dinamo Zagreb           | Croacia       | 2000 - 2001 |
| SK Sturm Graz           | Austria       | 2001 - 2004 |
| Everton                 | Inglaterra    | 2004 - 2005 |
| Dinamo Zagreb           | Croacia       | 2005        |
| HNK Rijeka              | Croacia       | 2006        |
| Heracles Almelo         | Países Bajos  | 2006 - 2008 |
| JEF United Chiba        | Japón         | 2008 - 2009 |
| Shimizu S-Pulse         | Japón         | 2010 - 2011 |
| Suwon Samsung Bluewings | Corea del Sur | 2012 - 2013 |
| Guangzhou R&F           | China         | 2013        |
| Central Coast Mariners  | Australia     | 2014 - 2015 |
| Sydney United 58 FC     | Australia     | 2016 -      |